# タイリクヤチネズミ
タイリクヤチネズミ（Craseomys rufocanus）は、キヌゲネズミ科タイリクヤチネズミ属に分類される齧歯類。タイリクヤチネズミ属の模式種。

## 分布
スカンジナビア半島からシベリアにかけて

## 形態
体長11-12.6センチメートル。尾長4.4-5.6センチメートル。背面の毛衣は暗褐色、腹面の毛衣は白や汚白色。
後足長1.9-2.1センチメートル。乳頭の数は8個。

## 分類
以前はヤチネズミ属ClethrionomysあるいはMyodesに分類されていたが、分子系統学的研究によりヤチネズミ属からタイリクヤチネズミ属Craseomysが分けられ、本種は後者に属するとされるようになった。北海道本島個体群などを亜種エゾヤチネズミとする説がある。
Craseomys rufocanus bedfordiae (Thomas, 1905)  エゾヤチネズミ
日本（北海道、国後島、色丹島、大黒島、天売島、焼尻島、利尻島、礼文島）、ロシア（樺太）
大黒島や利尻島、礼文島の個体群を別種シコタンヤチネズミC. sikotanensisとする説もあったが、エゾヤチネズミのシノニムとされる。

## 生態
亜種エゾヤチネズミは草原や低木林などに生息し、草が密生し落ち葉が厚く堆積した環境を好む。
食性は植物食傾向の強い雑食で、草、果実、種子、動物質などを食べる。夏季以外は主にイネ科やカヤツリグサ科の草を食べる。
繁殖形態は胎生。北海道中部および南部の個体群は春季や秋季に（夏季や冬季の繁殖例もあり）、北海道北部や東部、山地の個体群は主に夏季に繁殖する。1-11頭の幼獣を産む。

## 人間との関係
植林した樹木を食害する害獣とみなされることもある。北海道では主にカラマツを食害する害獣として、1950年代からワナによる生息数の調査が行われている。
日本ではエキノコックス症の中間宿主としても知られている。